# 2-га бригада спеціальної служби (Велика Британія)
2-га бригада спеціальної служби (англ. 2nd Special Service Brigade) — військове з'єднання, бригада спеціального призначення Великої Британії, що існувала під час Другої світової війни. Бригада спеціальної служби була сформована наприкінці 1943 року на Близькому Сході і брала участь у бойових діях в Італії, Адріатиці, висадці в Анціо, а також в операціях в Югославії. 6 грудня 1944 року бригаду було перейменовано на 2-гу бригаду командос, прибравши назву «спеціальна служба».
Бригада як цілісний підрозділ не брала участі в операції «Хаскі», вторгненні союзників на Сицилію, але 40-й загін командос брав участь у штурмових десантах як армійський підрозділ. В операції «Шінгл», штурмах на плацдармі в Анціо, були задіяні лише 9-й (армійський) загін командос і 43-й (королівський морський) загін командос. Вся бригада брала участь у фінальному наступі Італійської кампанії.
2 квітня 1945 2-га бригада взяла участь в операції «Роаст» в бухті Комаккьо на північному сході Італії. З початком масштабного наступу союзних військ на півночі країни, командос вели затяті бої з противником, примушуючи його відступити за річку По й своїми діями забезпечуючи фланг 8-ї британської армії. За проявлений героїзм та мужність два командос майор Андерс Лассен (Спеціальна повітряна служба) та капрал Томас Пек Хантер (No. 43 морської піхоти) були посмертно удостоєні найвищої нагороди Британської імперії — Хреста Вікторії.
Капрал Томас Пек Хантер з 43-го загону командос здійснив свій подвиг, коли він самотужки зачистив ферму з трьома кулеметами «Спандау», подолавши 200 метрів відкритої місцевості, стріляючи зі свого кулемета «Брен» від стегна, а потім перемістився на відкриту позицію, щоб відволікти вогонь на своїх товаришів і знищити подальші «Спандау», що засіли з дальнього берега каналу. Після операції «Роаст» бригада брала участь у подальших діях на півночі Італії аж до німецької капітуляції.
Бригада залишалася в цьому районі, виконуючи обов'язки з охорони, аж поки не була розформована в 1946 році.

## Командування

### Командири
- бригадир Ронні Тод (1943 — 1946).

### Склад
| 1944-1945       |
| --------------- |
| No. 2 Commando  |
| No. 9 Commando  |
| No. 40 Commando |
| No. 43 Commando |